# Kid We Own the Summer
 (janvier 2017).
Si vous disposez d'ouvrages ou d'articles de référence ou si vous connaissez des sites web de qualité traitant du thème abordé ici, merci de compléter l'article en donnant les références utiles à sa vérifiabilité et en les liant à la section « Notes et références ».
Albums de H-Burns
 Night Moves
(2015)
Kid We Own the Summer est le sixième album d'H-Burns, sorti le 3 février 2017.
Il a été mixé par Rob Schnapf à Los Angeles et a été masterisé par Greg Calbi au studio Sterling Sound. Naked est le premier single de ce nouveau disque.

## Liste des chansons
1. We Could Be Strangers – 3:26
2. I Wasn't Trying To Be Your Man – 3:28
3. This Kind of Fire – 3:32
4. Kid We Own the Summer – 4:03
5. Naked – 3:52
6. White Tornado – 3:46
7. Minor Days – 3:59
8. I Sail in Troubled Waters – 3:35
9. Turn On the Party Lights – 4:13
10. Linger On – 4:21